# ボーイズ・ノイズ
ボーイズ・ノイズ（Boys Noize）は、ドイツ・ハンブルク出身のアレックス・リダ（Alex Ridha、1982年8月22日 - ）によるエレクトロ・ユニットである。

## 概要
エレクトロクラッシュ～ニューレイヴなど、2000年代のダンス・ロックのクロスオーバー最盛を担う逸材として頭角を現し、その隆盛をデジタリズムと共にドイツから支えた。多くの楽曲リミックスを手掛ける人気リミキサーとして活躍する一方、「フロアをロックする」と称されるハードでアグレッシヴなロック・ビートを持ち味とした攻撃的エレクトロ・サウンドを鳴らす。そのクオリティに関しては、彼らの曲をヘビースピンする2manydjsをして、「オーディエンスをアゲるのに手詰まった時、いつだってボーイズ・ノイズの曲がそれを打破してくれる」と言わしめ、ジャスティスからは「彼らは、電子音楽の発祥地であるドイツや、テクノという言葉自体までも再びカッコ良くしてくれた」と喧伝される。
2007年に発表されたデビュー・アルバム『Oi Oi Oi』は、「& Down」「Oh!」といったクラブ・ヒットを生み、テクノ～ロック方面まで幅広いリスナー層に好評を獲得する大ヒット作となった。
2012年には、スクリレックスと共に「Dog Blood」というサイド・デュオを結成。

## ディスコグラフィ

### スタジオ・アルバム
- 『オイ・オイ・オイ』 - Oi Oi Oi (2007年、Boysnoize Records)
- 『パワー』 - Power (2009年、Boysnoize Records)
- 『アウト・オブ・ザ・ブラック』 - Out of the Black (2012年、Boysnoize Records)
- 『メイデイ』 - Mayday (2016年、Boysnoize Records)
- +/- (2021年、Boysnoize Records)

### リミックス・アルバム
- 『オイ・オイ・オイ リミックスド』 - Oi Oi Oi Remixed (2008年、Boysnoize Records)
- 『アウト・オブ・ザ・ブラック-ザ・リミキシーズ』 - Out Of The Black - The Remixes (2013年、Boysnoize Records)

### EP
- Strictly Raw Vol. 1 (2015年、Boysnoize Records)
- Strictly Raw Vol. 2 (2018年、Boysnoize Records)
- Strictly Bvnkers Vol. 1 (2020年、Boysnoize Records)

### コンピレーション・アルバム
- 『ザ・リミキシーズ 2004-2011』 - The Remixes 2004-2011 (2011年、Boysnoize Records)

## 主なリミックス
- 「今夜はビート・イット」 ： マイケル・ジャクソン (2003年)
- Everyday I Love You Less And Less ： カイザー・チーフス  (2005年)
- Banquet ： ブロック・パーティー (2006年)
- Personal Jesus ： デペッシュ・モード (2006年)
- My Moon My Man  ：  ファイスト (2006年)
- Putting Holes In Happiness ： マリリン・マンソン  (2007年)
- Phantom Pt. II  ：  ジャスティス (2007年)
- Sensual Seduction ： スヌープ・ドッグ (2008年)
- Focker  ：  レイト・オブ・ザ・ピア (2008年)
- Happy  Up Here ： ロイクソップ (2009年)
- ブン・ブン・パウ ： ブラック・アイド・ピーズ featuring 50セント (2009年)
- Mein Herz brennt（燃える心） ： ラムシュタイン（2012年）
- Zick Zack（ジグザグ） ： ラムシュタイン（2022年）